# Scaphula
Scaphula is een geslacht van tweekleppigen uit de  familie van de Arcidae (arkschelpen).

## Soorten
- Scaphula celox Benson, 1836
- Scaphula deltae Blanford, 1867
- Scaphula minuta Ghosh, 1922
- Scaphula nagarjunai Janaki Ram & Radhakrishna, 1984
- Scaphula pinna Benson, 1856